# Praenuculidae
Famille
Genres de rang inférieur
- Arcodonta
- Praenucula
- et al.

Praenuculidae est une famille de mollusques bivalves. Cette famille existe au moins depuis le Cambrien inférieur (Atdabanien), c'est-à-dire il y a au moins 516 millions d'années.